# José Bleger
José Bleger (Ceres, 1922 - Buenos Aires, 1972) fue un psiquiatra y psicoanalista argentino. 

## Trayectoria
Nació en Ceres, Santa Fe. Militó en el Partido Comunista del que luego fue separado cuando publicó su libro Psicoanálisis y dialéctica materialista siendo sancionado por la Comisión Nacional de Asuntos Culturales del Partido Comunista por la postura "antiburocratica" que proclamaba en el libro. (Paidós, Buenos Aires 1958). 
Es un autor destacado de la escuela psicoanalítica de Argentina.[cita requerida] En 1952 fue nombrado mediante concurso Jefe de trabajos prácticos y co docente de la Cátedra de Psicología y Epistemología Genética, sería separado de su cargo por razones políticas debido a su militancia comunista en septiembre de 1955 tras la purga ideológica que siguió con la intervención de la UBA por J.L Romero, recuperaría su trabajo en junio de 1958 y luego concursaría en 1959 como titular de cátedra. En 1959 comenzó a impartir en la carrera de Psicología de la UBA el primer programa de Psicoanálisis en ser dictado en las universidades argentinas.
Su obra principal es Simbiosis y ambigüedad. Se trata de reflexiones sobre los grupos, las instituciones, las psicosis, las adicciones, importantes fuentes de inspiración para la clínica y la teoría. Una de sus aportaciones más conocidas es su concepción de la simbiosis y de lo que llama el "núcleo aglutinado", abordando una nueva perspectiva sobre la salud mental que modifica el enfoque centrado en lo individual hacia uno centrado en lo social.

## Obras
- 1952 - Teoría y práctica del narcoanálisis[5]
- 1963 - Psicología de la conducta.[6]
- 1962 - Simbiosis y ambigüedad.[7]
- 1966 - Psicohigiene y psicología institucional.[8]
- 1958 - Psicoanálisis y dialéctica materialista.[9]
- 1964 - Temas de psicología - Entrevistas y grupos.[10]